# Paso Chinal
Paso Chinal är en ort i Mexiko.   Den ligger i kommunen Tila och delstaten Chiapas, i den sydöstra delen av landet, 700 km öster om huvudstaden Mexico City. Paso Chinal ligger 32 meter över havet och antalet invånare är 594.
Terrängen runt Paso Chinal är varierad. Runt Paso Chinal är det ganska tätbefolkat, med 80 invånare per kvadratkilometer. Närmaste större samhälle är Nuevo Limar, 12,9 km öster om Paso Chinal. Trakten runt Paso Chinal består till största delen av jordbruksmark.